# Suddivisioni della Macedonia del Nord
Il territorio della Macedonia del Nord è suddiviso in un solo livello amministrativo corrispondente agli 84 comuni (oпштини, opštini).
Esistono poi 8 regioni (регион, region) che raggruppano i territori di comuni contigui e che non hanno valore amministrativo cogente, ma soltanto statistico e, dal 2009, di libero consorzio inter-municipale di sviluppo economico locale.

## Divisioni amministrative storiche
La Repubblica Socialista di Macedonia, associata alla Jugoslavia nel 1944, venne divisa nelle regioni di Bitola, Kumanovo, Ohrid, Skopje, Štip, Tetovo e Titov Veles. Nel 1952 le regioni furono abolite e furono ripristinati i comuni, dapprima 223, poi 86, poi, nel 1957, 73. Nel 1965 i comuni vennero ridotti a 32.
Al momento dell'indipendenza dalla Jugoslavia la Repubblica di Macedonia comprendeva 34 comuni, cinque dei quali formavano la città di Skopje. Soltanto nel 1996 la divisione amministrativa del paese venne riorganizzata e il numero dei comuni divenne di 123.
Con una legge dello Stato, pubblicata nella Gazzetta Ufficiale del 16 agosto 2004, venne istituita la divisione attuale in 84 comuni che, con l'eccezione del comune di Dolneni, sono sottoinsiemi dei comuni esistenti prima del 1996.